# Songster
Ein Songster war am Ende des 19., Anfang des 20. Jahrhunderts in den Südstaaten der USA eine spezielle Form eines Wandermusikers. Das Repertoire der Songster setzte sich aus Balladen, Spirituals und beliebten anderen Melodien zusammen.
Eine typische Songsterkarriere hatte in den 1920er-Jahren im Raum Dallas der Sänger und Gitarrist Funny Papa Smith.